# Cimetière militaire d'Étaples
Pour un article plus général, voir Sites funéraires et mémoriels de la Première Guerre mondiale (Front Ouest).
Le cimetière militaire d'Étaples est un cimetière britannique situé à Étaples dans le département français du Pas-de-Calais. Géré par la Commonwealth War Graves Commission (CWGC), ce cimetière contient la sépulture de 11 517 combattants des première et seconde guerres mondiales. Plus grand cimetière britannique de France pour les deux guerres mondiales réunies, il accueille chaque année plus de 25 000 visiteurs.

## Histoire

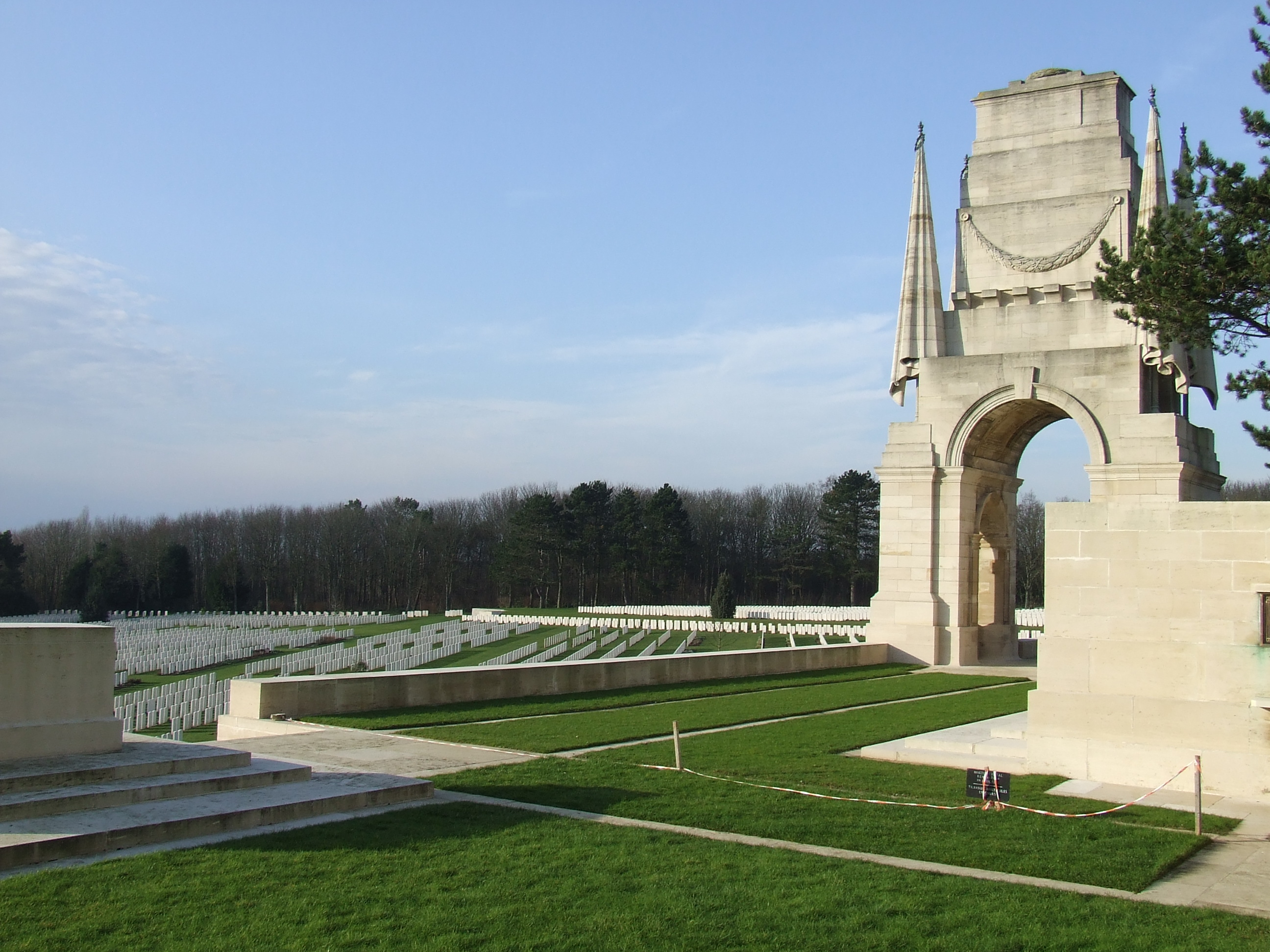
Entrée du cimetière.

Étaples est le siège d'une importante activité alliée durant la Première Guerre mondiale en raison de sa protection envers les attaques ennemies et l'existence de liaisons ferroviaires avec l'ensemble du front. La ville devient le siège de 16 hôpitaux et d'une maison de convalescence ainsi qu'un camp d'entraînement britannique (camp britannique d'Étaples). Sur plus de 11 500 soldats inhumés dans le cimetière militaire d'Étaples, plus de 10 000 de ces hommes sont morts à Étaples ou aux alentours. Le roi George V du Royaume-Uni inaugure le cimetière en 1922.
L'abondance de l'infrastructure militaire à Étaples permet à la commune d'abriter 100 000 soldats dans la Première Guerre mondiale et fait de la région une cible sérieuse pour les bombardements aériens allemands, dont la ville a beaucoup souffert. Après la guerre, la ville reçoit la croix de Guerre en 1920.
Lors de la Seconde Guerre mondiale, Étaples est à nouveau le siège d’hôpitaux, le cimetière est rouvert pour faire face aux pertes d'une autre guerre. 119 hommes sont ainsi enterrés à l'issue de la bataille de France.
En 2017, le cimetière est inscrit au titre des monuments historiques. En septembre 2023, le cimetière fait partie des 139 sites mémoriels et funéraires de la Première Guerre mondiale inscrits au patrimoine mondial lors de la 45e session du Comité du patrimoine mondial.

## Description du cimetière
Conçu par l'architecte britannique Edwin Lutyens, le cimetière militaire d'Étaples est le plus grand cimetière CWGC de France. Il contient les restes de soldats du Royaume-Uni, d'Irlande, du Canada, d'Australie, de Nouvelle-Zélande, d'Afrique du Sud, d'Inde, d'Allemagne et de Belgique. 
Situé en bordure de la baie de Canche, sur le CD 940, le territoire est désormais britannique, entretenu à longueur d'année par six jardiniers.

## Galerie

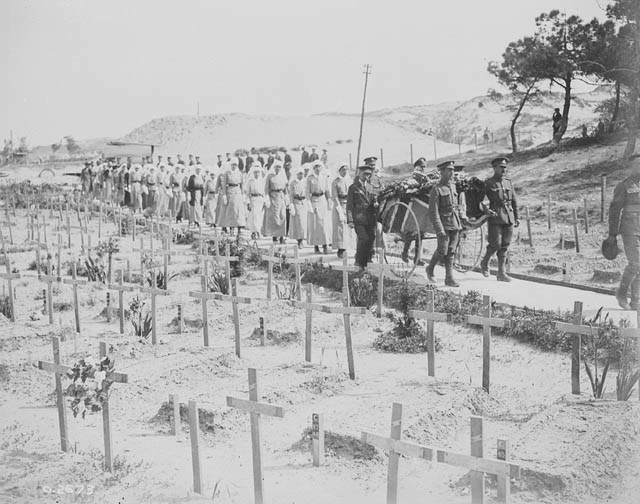
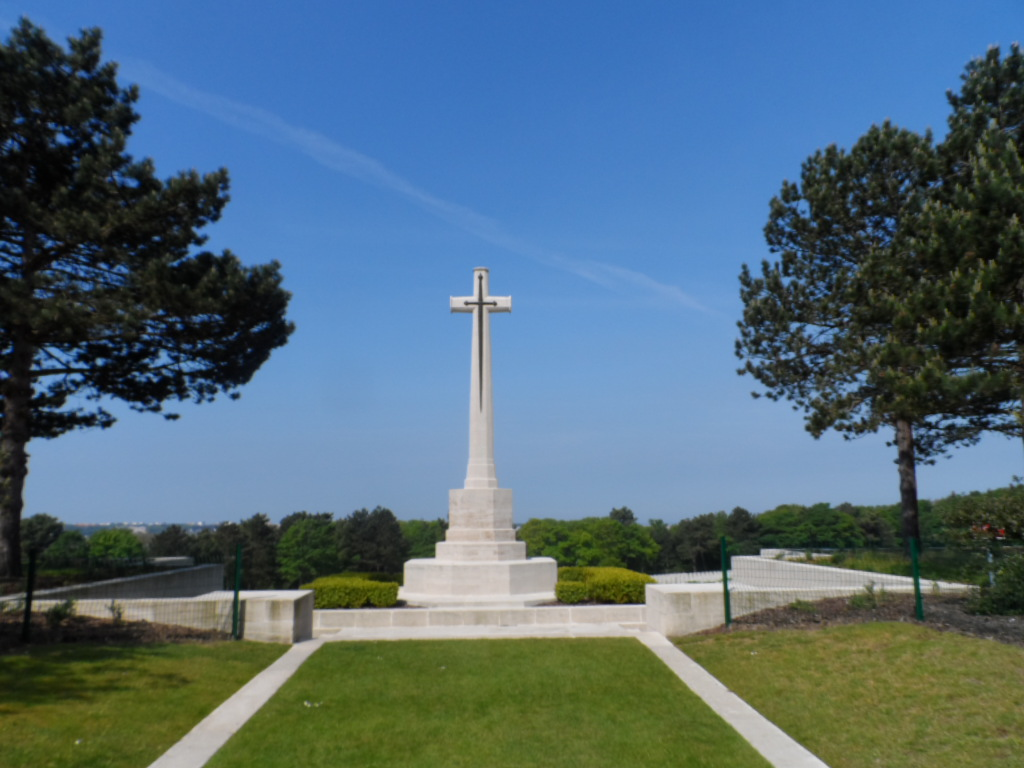
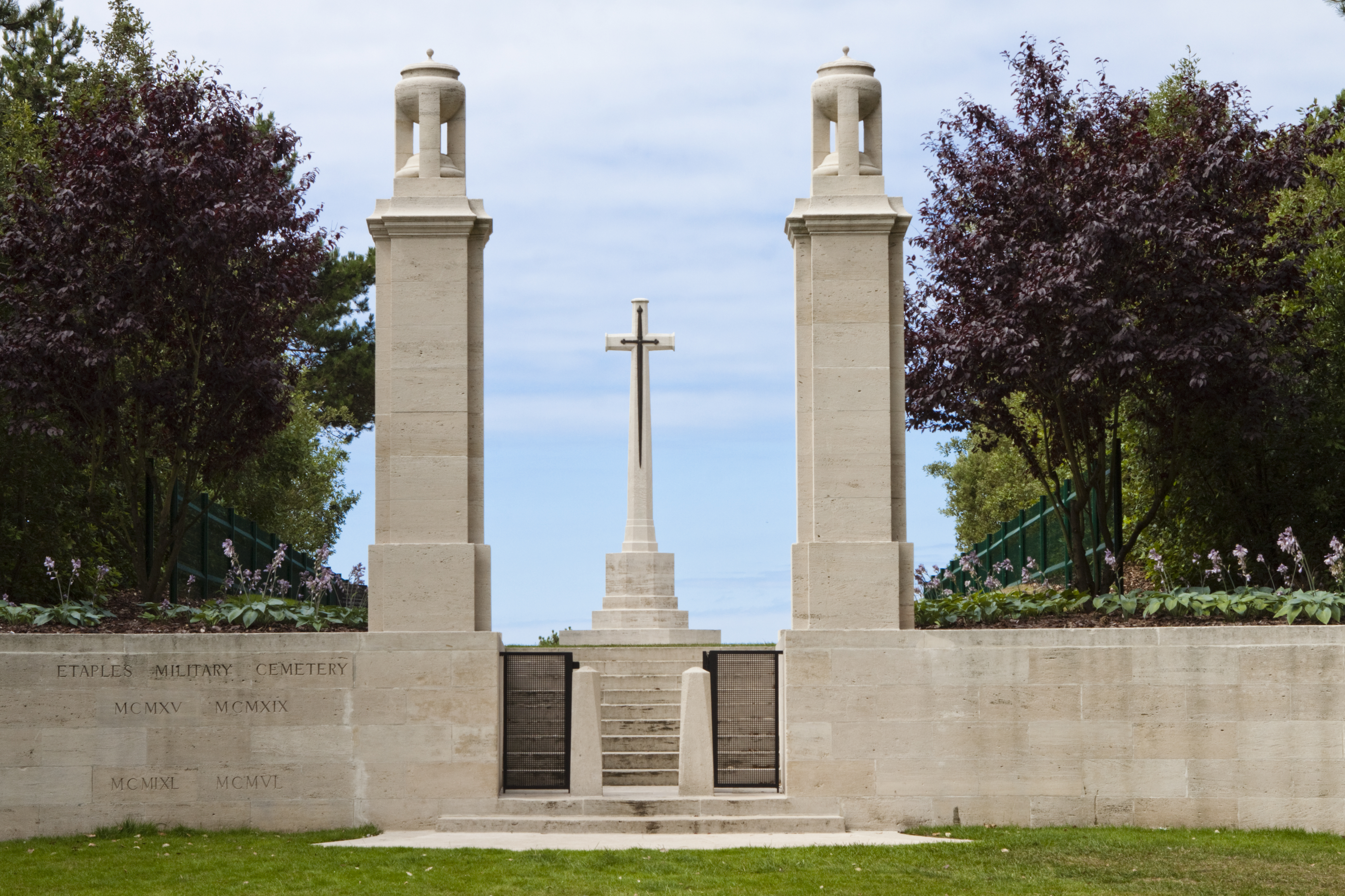
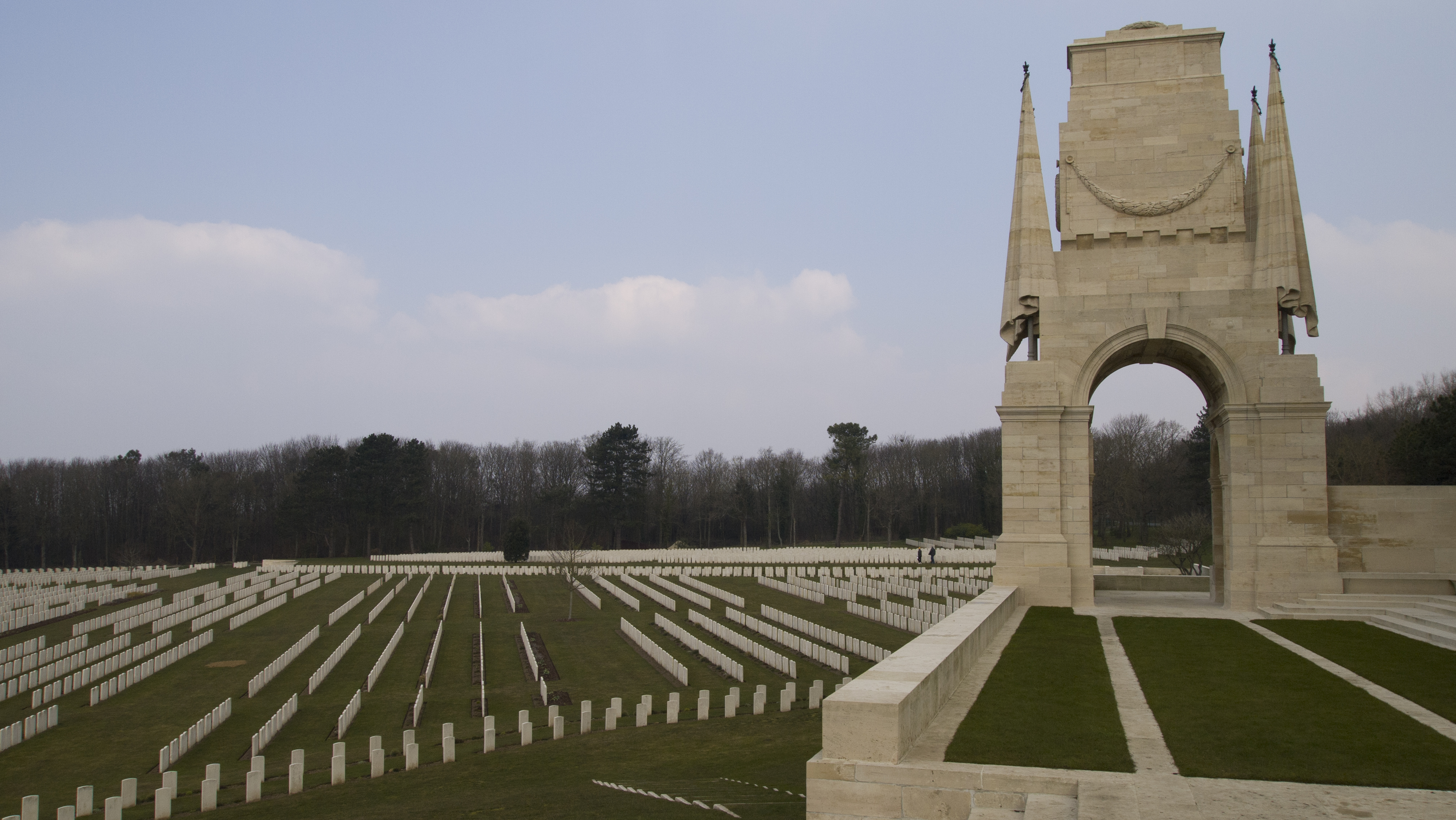

## Sépultures
| Pays             | Sépultures |
| ---------------- | ---------- |
| Royaume-Uni      | 8 897      |
| Canada           | 1 148      |
| Allemagne        | 650        |
| Australie        | 465        |
| Nouvelle-Zélande | 262        |
| Afrique du Sud   | 68         |
| Inde             | 23         |
| Belgique         | 3          |
| Autriche-Hongrie | 1          |
| Total            | 11 517     |